# Сражение при Байлене
Сражение при Байлене (исп. Batalla de Bailén; фр. Bataille de Bailén), также Байленская капитуляция или Андухарская капитуляция — окружение у Байлена, города в испанской провинции Хаэн, на большой дороге из Мадрида в Кордову, Севилью и Кадис и последующая капитуляция французского войска под командованием генерала Дюпона, состоявшееся в период 16 — 23 июля 1808 года в ходе Пиренейских войн.

## История
После занятия французскими войсками Мадрида, в конце мая 1808 года, французский генерал Дюпон с дивизиями генералов Барбу и Фрезия (7-8 тысяч человек), был послан из Мадрида в Андалусию для занятия Севильи и Кадиса. Во время всеобщего восстания испанцев против французского владычества к югу от Сьерры-Морены, и слабость собственных сил вынудили Дюпона сблизиться с Мадридом. Отступив за реку Гвадалквивир, он был вскоре усилен присланными к нему на подкрепление дивизиями генералов Веделя и Гобера, доведя численность войск до 22 тысяч. Угрожаемый с юга превосходящими испанскими силами генерала Кастаньоса, Дюпон расположился для обороны с 3 дивизиями (Барбу, Фрезия и Веделя) на укрепленной переправе (Андухаре) через реку Гвадалквивир, а дивизию Гобера оставил в Байлене, в 7 часах ходу в своем тылу для обеспечения сообщения с Мадридом. Бригада генерала Лиже-Белера наблюдала на левом фланге Дюпона за переправой через Гвадалквивир в Мендхибаре.

## Ход сражения
16 июля Кастаньос с двумя дивизиями (Джонса и де-ла-Пенья) произвел ложное наступление на центр и правый фланг Дюпона, а две другие свои дивизии (Рединга и Купиньи) численностью в 20 000 человек направил в обход его левого фланга в Мендхибар. Рединг и Купиньи с боем перешли Гвадалквивир и опрокинули как Лиже-Белера, так и подошедшего к нему на помощь Гобера, причем последний был ранен. Генерал Дюфур, заступивший на место раненого Гобера, двинулся через Байлен к Гарроману, для обеспечения проходов через Сьерра-Морену.
Тем временем Ведель, посланный Дюпоном, чтобы опрокинуть переправившегося противника обратно за Гвадалквивир, получил в Байлене ложное сообщение, будто бы испанцы направились к Санта-Каролине, местечку в 6 милях за Байленом, лежащему вблизи самих горных проходов, и направился туда, чтобы предупредить появление неприятеля. Расположившись сам в Санта-Каролине, он послал Дюфура ещё далее, в Санта-Элену, местечко, лежащее на вершине хребта Сьерра-Морена. Таким образом 22-тысячный отряд Дюпона, имея против себя превосходящие силы Кастаньоса, оказался разделенным на две части, удаленные друг от друга на расстоянии двух переходов.

### Окружение

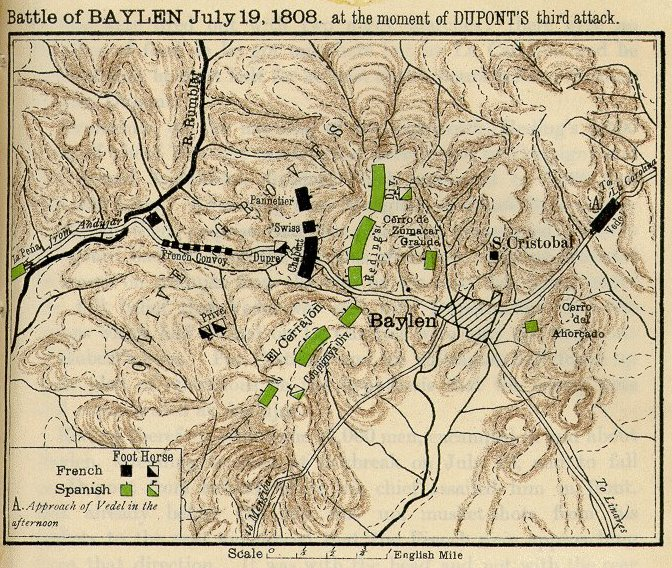
Схема положения войск на 19 июля

Испанские генералы не замедлили воспользоваться этим. Рединг и Купиньи расположились при Байлене между Дюпоном и Веделем, отрезав их друг от друга. Дюпон, до сих пор ожидавший главный удар противника в Андухаре, наконец оценил опасность своего положения. В ночь с 18 на 19 июля он двинулся от Андухара к Байлену, ещё не осознавая, что его ждёт.
Утром 19 июля Дюпон встретил войска Рединга, расположившегося по другую сторону ручья Румблара, на плоской возвышенности, поросшей оливковыми деревьями. Узкая обрывистая дорога позволяла атаковать малыми частями при поддержке не более чем 1 орудия. Дюпон атакует кавалерией и отбрасывает испанские эскадроны. Далее французы произвели 7 последовательных атак и несколько раз прорывали первую линию Рединга, но, утомленные дальним переходом и палящим летним солнцем, далее продвинуться не могли и каждый раз отбрасывались назад с большими потерями. При этом два полка швейцарской пехоты из состава корпуса Дюпона, бывшие раньше на службе Испании, снова перешли на её сторону. Это предательство со стороны швейцарцев сильно подорвало моральный дух армии, что послужило катализатором капитуляции. Дюпон надеялся, что Ведель, услышав стрельбу, двинется ему на помощь, но вместо этого к полудню в его тылу появились испанские легкие войска, а вскоре и вся дивизия де-ла-Пенья, посланная вдогонку из занятого Кастаньосом Андухара. Окруженный превосходящими силами неприятеля и имея к тому моменту войск, способных сражаться, не более 2 тысяч человек, Дюпон условился с Редингом о прекращении боевых действий и вступил с Кастаньосом посредством инженерного генерала Мареско в переговоры о заключении капитуляции.
Между тем Ведель, не имея в Санта-Каролине противника и слыша с утра сильную стрельбу со стороны Байлена, двинулся туда, выступив довольно поздно и медленно передвигаясь. В 17:00, когда войска Дюпона были полностью окружены и вели переговоры о капитуляции, к Байлену подошёл Ведель. Он атаковал дивизию Купиньи и опрокинул часть её войск, взяв в плен 1 батальон и 2 орудия, но после объявления ему о перемирии вынужден был прекратить боевые действия и сложить оружие. Слухи о переговорах и капитуляции побудили Веделя спасти окруженных соотечественников. Но угрозы Кастаньоса истребить окруженный отряд столь сильно подействовали на Дюпона, что он запретил Веделю атаковать испанцев. А после того, как Ведель отошел к Санта-Каролине, Дюпон приказал ему возвратится к Байлену, основываясь на том, что переговоры касались и войск Веделя.

### Капитуляция

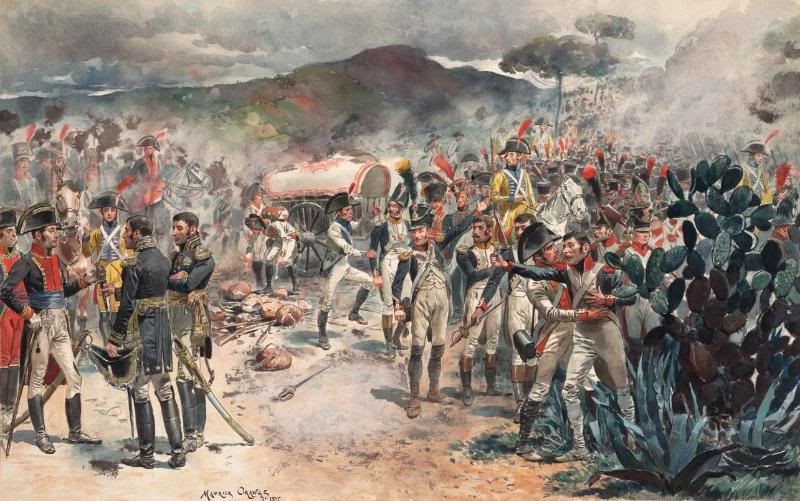
Капитуляция

Устрашенный лежавшей на нём ответственности, Дюпон, не без отличия действовавший в 1805 году под Ульмом, вынужден был 23 июля заключить т. н. Байленскую или Андухарскую капитуляцию. Войска под его непосредственным командованием признавались военнопленными и были отправлены в Кадис. Войска Веделя и Дюфура должны были быть разоружены и направлены к берегам Средиземного моря, где им должно было быть возвращено оружие, а сами они переправлены морем во Францию.
Но условия капитуляции были нарушены испанцами. Все войска без различия: как Дюпона (8000 человек), так и Веделя (9000 человек), в том числе и обер-офицеры, были направлены на понтоны в Кадис и ещё на пути туда претерпели сильные жестокости со стороны испанского населения. Во Францию морем были отпущены только генералы и штаб-офицеры. Там, виновники капитуляции Дюпон и Мареско подверглись справедливому гневу Наполеона: оба были преданы суду и содержались в заключении до самой реставрации Бурбонов.

## Последствия капитуляции
Байленская капитуляция повернула в невыгодное русло положение дел французов в Испании. Она поколебала веру в непобедимость французов, способствовала усилению восстания в южно-испанских провинциях, усилила власть верховной Севильской хунты и вынудила Жозефа Бонапарта (испанского короля) удалиться из Мадрида за Эбро, всего лишь спустя 10 дней после вступления в Мадрид.